# Armando Estrada
Hazem Ali, meglio conosciuto con il ring-name di Armando Alejandro Estrada (Chicago, 20 dicembre 1978), è un ex wrestler e manager di wrestling statunitense di origini palestinesi, noto per i suoi trascorsi nella WWE tra il 2006 e il 2008 e, di nuovo, tra il 2011 e il 2012.
In WWE ha ricoperto il ruolo di General Manager del roster della ECW dal 14 agosto 2007 al 3 giugno 2008.

## Carriera

### Ohio Valley Wrestling (2004–2006)
Ali iniziò la sua carriera da wrestler nella Ohio Valley Wrestling, federazione satellite della WWE. Lottò nella OVW con il ring name Osama, interpretando la gimmick di un musulmano anti-americano, simile alla gimmick di The Iron Sheik. Ali cambiò personaggio con l'avvento alla guida della OVW di Paul Heyman: il suo nome divenne Osama Rodríguez, rivelandosi metà palestinese e metà cubano, ed assunse la gimmick di un dittatore cubano, proponendosi come il dittatore del Kentucky (la OVW a dispetto del nome è infatti basata in Kentucky), o come definito da lui, "Los Kentuckos".

### WWE (2006–2008)

#### Manager di Umaga (2006–2007)
Ali passò a lottare nella WWE durante la puntata di Raw del 3 aprile 2006, cambiando nuovamente gimmick e nome. Nella WWE infatti assunse la gimmick di Armando Alejandro Estrada, interpretando un ricco cubano spocchioso, con il cappello di Panamá e dei sigari nel taschino. Nel suo debutto Estrada presentò a Ric Flair il suo protetto Umaga, un indigeno dalla corporatura molto robusta conosciuto da Estrada durante un viaggio nelle isole sperdute del Pacifico; Estrada lo portò con sé negli Stati Uniti per farlo lottare sui ring della WWE, guidandolo come manager.
In seguito divenne la spalla di Vince McMahon, aderendo al McMahonismo, un fantomatico Culto della Persona messo in piedi dallo stesso McMahon, il quale ricopriva il ruolo di una divinità . Con i favori di Vince, condusse Umaga in squash match contro wrestler  sconosciuti. Umaga riuscì anche a sconfiggere avversari di prestigio, come ad esempio Ric Flair, affrontato durante il pay-per-view Backlash.

#### General Manager dellaECW(2007–2008)
Nel corso della puntata di ECW on Sci Fi andata in onda il 14 agosto 2007, assunse il ruolo di General Manager del roster ECW. Il 3 giugno 2008 fu destituito dal ruolo da Theodore Long. Da quel momento, fu costretto ogni settimana a combattere match per ottenere un contratto da wrestler, perdendo sempre. Nella puntata del 5 agosto 2008 riuscì a sconfiggere Tommy Dreamer ottenendo un contratto come wrestler. Militò poi nella Florida Championship Wrestling, territorio di sviluppo della WWE, per mancanza di progetti sul lottatore e poco dopo fu licenziato.